# Великодальницька сільська рада
Великодальницька сільська рада — орган місцевого самоврядування Великодальницької сільської громади, Одеський район Одеської області.

## Склад ради
Рада складається з 26 депутатів та голови.
- Голова ради: Ткаченко Денис Григорович
- Секретар ради: 1) 2020р. - 2024 р. - Ліханський Юрій Володимирович; 2) 2024 - ... Штефан Світлана Василівна

### Керівний склад попередніх скликань
| Прізвище, ім'я, по батькові | Основні відомості                                                 | Дата обрання | Дата звільнення |
| --------------------------- | ----------------------------------------------------------------- | ------------ | --------------- |
| Рибак Валентин Григорович   | Сільський голова, 1968 року народження, освіта вища               | 1994         | 25.10.2020      |
| Ткаченко Денис Григорович   | Сільський голов, 1982 року народження, освіта вища, позапартійний | 25.10.2020   |                 |

Примітка: таблиця складена за даними сайту Верховної Ради України

### Депутати
За результатами місцевих виборів 2010 року депутатами ради стали:

#### За суб'єктами висування
| Суб'єкт висування            | Кількість обраних депутатів | %    |
| ---------------------------- | --------------------------- | ---- |
| Партія регіонів              | 13                          | 43,3 |
| Самовисування                | 11                          | 36,7 |
| Соціалістична партія України | 4                           | 13,3 |
| Народна партія               | 2                           | 6,7  |

#### За округами
| № округу                     | Прізвище, ім'я, по батькові        | Дата визнання обраним | Освіта             | Партійна приналежність                        | Відомості про обраного депутата                                            |
| ---------------------------- | ---------------------------------- | --------------------- | ------------------ | --------------------------------------------- | -------------------------------------------------------------------------- |
| Народна Партія               |                                    |                       |                    |                                               |                                                                            |
| 24                           | Канцер Микола Олександрович        | 09.11.2010            | середня спеціальна | член Народної партії                          | приватне підприємство, керівник                                            |
| 29                           | Постіка Тетяна Андріївна           | 09.11.2010            | середня            | член Народної партії                          | Великодальницький дошкільний навчальний заклад «Золотий ключик», бухгалтер |
| Партія регіонів              |                                    |                       |                    |                                               |                                                                            |
| 2                            | Колєсніченко Тетяна Олексіївна     | 09.11.2010            | вища               | член Партії регіонів                          | дошкільний навчальний заклад «Сонечко», завідувачка                        |
| 4                            | Снісаренко Валентина Федорівна     | 09.11.2010            | вища               | член Партії регіонів                          | ДГ «Южний», старший інспектор відділу кадрів                               |
| 7                            | Бикова Наталія Іванівна            | 09.11.2010            | вища               | член Партії регіонів                          | сільська рада, землевпорядник                                              |
| 8                            | Колісніченко Леонтій Іванович      | 09.11.2010            | середня спеціальна | член Партії регіонів                          | пенсіонер                                                                  |
| 9                            | Кондратюк Людмила Миколаївна       | 09.11.2010            | вища               | член Партії регіонів                          | сільська рада, секретар                                                    |
| 11                           | Пошутило Олександр Олександрович   | 09.11.2010            | вища               | член Партії регіонів                          | державна податкова інспекція, старший податковий інспектор                 |
| 15                           | Козир Ольга Григорівна             | 09.11.2010            | вища               | член Партії регіонів                          | Дальницька НРЛ, лікар-терапевт                                             |
| 16                           | Тюха Микола Кирилович              | 09.11.2010            | середня            | член Партії регіонів                          | ДПК КП «Іллічівськводоканал», оператор                                     |
| 20                           | Натрова Ольга Миколаївна           | 09.11.2010            | вища               | член Партії регіонів                          | домогосподарка                                                             |
| 23                           | Корецький Олександр Олексійович    | 09.11.2010            | вища               | член Партії регіонів                          | приватне підприємство, керівник                                            |
| 26                           | Рудик Володимир Леонтійович        | 09.11.2010            | середня            | член Партії регіонів                          | пенсіонер                                                                  |
| 27                           | Грабовський Анатолій Володимирович | 09.11.2010            | середня            | член Партії регіонів                          | пенсіонер                                                                  |
| 30                           | Беров Павло Петрович               | 09.11.2010            | вища               | член Партії регіонів                          | пенсіонер                                                                  |
| Соціалістична партія України |                                    |                       |                    |                                               |                                                                            |
| 5                            | Колоденко Олег Вікторович          | 09.11.2010            | вища               | позапартійний                                 | ПП «Колоденко», керівник                                                   |
| 10                           | Турмілов Віктор Миколайович        | 09.11.2010            | середня            | член Соціалістичної партії України            | ПП «Турмілов», керівник                                                    |
| 13                           | Карпенко Ірина Миколаївна          | 09.11.2010            | середня спеціальна | член Соціалістичної партії України            | Великодальницька НРЛ, фельдшер швидкої допомоги                            |
| 22                           | Шляхтицький Борис Семенович        | 09.11.2010            | середня спеціальна | член Соціалістичної партії України            | ДС госінспекція, механік                                                   |
| Самовисування                |                                    |                       |                    |                                               |                                                                            |
| 1                            | Станков Степан Степанович          | 09.11.2010            | вища               | член Народної партії                          | ДГ «Южний», бригадир польової бригади                                      |
| 3                            | Шелковенко Олена Іванівна          | 09.11.2010            | середня            | позапартійна                                  | приватне підприємство, керівник                                            |
| 6                            | Коваль Ганна Іванівна              | 09.11.2010            | незакінчена вища   | позапартійна                                  | пенсіонер                                                                  |
| 12                           | Коваль Алевтина Леонідівна         | 09.11.2010            | вища               | позапартійна                                  | Великодальницька загальноосвітня школа № 2, вчитель                        |
| 14                           | Рожко Юлія Юріївна                 | 09.11.2010            | вища               | позапартійна                                  | сільська рада, юрист                                                       |
| 17                           | Лук'яненко Андрій Леонідович       | 09.11.2010            | середня спеціальна | позапартійний                                 | приватний підприємець, керівник                                            |
| 18                           | Сапожніков Олександр Олександрович | 09.11.2010            | вища               | позапартійний                                 | приватний підприємець, керівник                                            |
| 19                           | Рожко Юрій Васильович              | 09.11.2010            | середня спеціальна | член Всеукраїнського об'єднання «Батьківщина» | приватне підприємство, керівник                                            |
| 21                           | Штефан Світлана Василівна          | 09.11.2010            | середня спеціальна | член Партії регіонів                          | Великодальницька сільська рада, секретар виконкому                         |
| 25                           | Макаренко Анатолій Миколайович     | 09.11.2010            | середня спеціальна | позапартійний                                 | тимчасово не працює                                                        |
| 28                           | Ткаченко Григорій Петрович         | 09.11.2010            | вища               | позапартійний                                 | фермерське господарство «Обрій», голова                                    |